# 캔자스주
캔자스주(영어: State of Kansas, 문화어: 캔저스주)는 미국 중서부의 주이다. 주를 가로질러 흐르는 캔자스 강의 이름에서 왔다. 미국 본토의 한가운데 위치하고 있다.
북쪽으로 네브래스카주, 동쪽으로 미주리주, 남쪽으로 오클라호마주, 서쪽으로 콜로라도주와 접한다.

## 역사

### 원주민의 시대
유럽인들이 오기 전에 4개의 인디언 부족들이 아마 현재의 동부 캔자스에 살았을 것이다. 이 부족들은 캔자족, 오세이지족, 포니족과 위치토족이었다. 이 인디언들은 들소 사냥을 하고, 콩, 옥수수와 호박을 재배하였다. 아라파호 족, 샤이엔 족, 코맨치 족, 카이오와 족과 다른 부족들은 1600년대 초반 동안에 말을 획득한 후에 중부 평야에 왔다. 그들은 캔자스와 서부의 다른 지역들에서 들소 사냥을 하였다. 특히 캔자족(Kansa)은 캔자스라는 주명의 유래가 되었다.

### 탐험
1541년, 스페인의 탐험가 프란시스코 바스케스 데 코로나도가 캔자스 지방에 첫 유럽인들을 이끌고 들어왔다. 코로나도의 당은 "퀴비라"라고 불리는 대지를 찾아 다녔다. 인디언 안내인이 그들에게 거기에 금을 찾을 것이라고 말하였다. 그러나 스페인인들은 보물을 찾지 않았고, 그들은 정착지들을 설립하지 않고 떠났다. 1600년대 후반에 프랑스의 정착자들은 북아메리카의 큰 지역들을 프랑스령이라고 주장하였다. 이 주장들은 현재 캔자스에 속하는 대지를 포함하였다. 1700년대 초반에 프랑스의 모피 사냥꾼들이 그 지역에 왔다. 프랑스인들은 캔자스 지방의 북동부 지역에만 정착하였다.
1803년, 프랑스는 "루이지애나"라 불리는 영토를 미국에 팔았다. 이 영토는 오늘날의 캔자스를 포함하였다. 스페인은 아직도 현재 캔자스의 남서부에 작은 일부에 대한 권리를 주장하였다. 이 부분은 후에 멕시코의 일부가 되었다가, 텍사스의 일부가 되었다.

### 정착지

1836년 인디언 영토들의 지도

캔자스 지방의 정부는 미국 통치의 이른 세월 동안에 몇번이나 바뀌었다. 다양한 시간들에 지방은 루이지애나 구역, 루이지애나 준주와 미주리 준주의 일부였다. 1825년, 연방 정부는 동부에서 인디언들에서 대지를 가져가 그들에게 캔자스의 대지를 돌려주기를 결정하였다. 1825년과 1842년 사이에 대략 30개의 부족들이 자신들의 동부 대지들을 떠나도록 강요되어 캔자스 지방의 보호 구역에 정착하였다. 이 부족들은 치페와 족, 델라웨어 족, 폭스 족, 아이오와 족, 키카푸 족, 오타와 족, 포타와토미 족, 소크 족, 쇼니 족과 와이언도트 족을 포함하였다. 다른 보호 구역들은 지방에 이미 살았던 인디언들을 위하여 옆에 세워졌다.
이 시기 동안에 캔자스는 동부에서 서부로 향하는 주요 행로였다. 모피 사냥꾼, 상인과 정착자들이 지방을 지나가기 위해 샌타페이와 오리건의 산길을 이용하였다. 어떤 백인 정착지들은 이 세월 동안에 시작되었다. 선교사들은 인디언들을 기독교 신앙으로 개종시켰다. 1827년, 육군 사관인 헨리 리븐워스 대령이 미국의 첫 전초 기지인 리븐워스 요새를 설립하였다.
캔자스에게 백인 정착지와 철도 건설을 여는 압박이 1850년 경에 증가하였다. 미국 정부는 인디언 부족들과 협상하였고, 대지의 대부분을 다시 가져갔다. 1854년, 대지는 백인 정착지를 위하여 개장되었다. 많은 인디언들은 오클라호마로 보내졌다. 서부에서 평야의 인디언들이 평원을 가로지르며 쏟아져 들어온 정착자들에 맞서 싸웠다. 피흘리는 싸움의 많은 세월 후에 부족들은 오클라호마의 보호 구역으로 이주하였다. 4개의 인디언 보호 구역이 오늘날 캔자스에 남아있다.
다른 종류의 인구가 캔자스의 농장과 타운들에 정착하였다. 1800년대에 주요 단체들은 잉글랜드, 아일랜드, 독일, 스웨덴과 러시아에서 온 이민자들을 포함하였다. 다른 정착자들은 오스트리아, 보헤미아, 이탈리아 이민자들과 볼가 독일인을 포함하였다.

### 노예제에 분투
1850년대에 캔자스는 전국적으로 노예제에 분투의 상징이 되었다. 1800년대의 첫 절반 동안에 노예제는 미국의 주민들을 갈라놓았다. 미국 의회에서 북부인들과 남부인들은 새로운 주들과 준주들이 노예제를 허락을 하느냐에 충돌하였다. 1854년, 의회는 새 준주들을 창조하고 노예제의 논점을 피하는 길을 찾았다. 각각의 준주에서 어쩌다 불법 점거자로 불린 정착자들은 노예제를 허락하도록 결정하려고 했다. 이 계획 아래에 의회는 캔자스와 네브래스카의 준주들을 창조하였다. 캔자스는 1854년 5월 30일 준주가 되었으며, 앤드루 H. 리더는 프랭클린 피어스 대통령이 준주의 총독으로 임명하였다.

### 피흘리는 캔자스

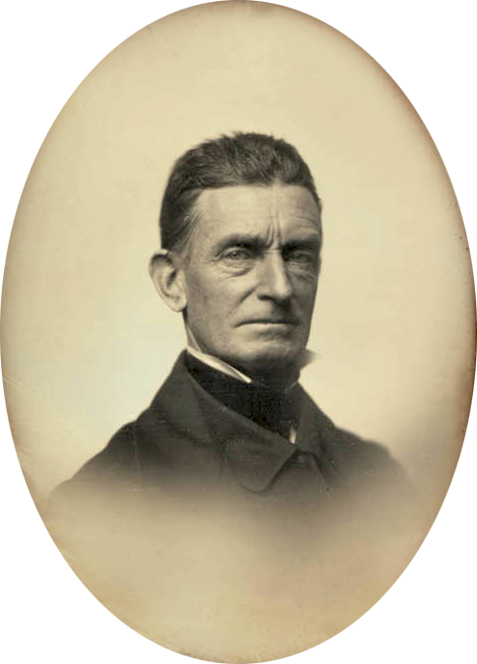
노예 폐지론자 존 브라운

곧 북부와 남부 양쪽에서 온 정착자들이 캔자스로 흘러들어 오면서, 노예제의 결정에 영향을 주기를 원하던 단체들이 보조하였다. 노예제를 반대한 캔자스는 "자유주당"이라 불리는 정치적 단체를 형성하였다. 1855년의 선거에서 노예주 미주리의 많은 시민들이 경계선을 지나 캔자스에서 불법적으로 투표하였다. 노예제의 지지자 후보들은 준주의 입법의 통치를 이겨 많은 노예제 지지 법률들을 통과시켰다.
미주리 경계에 가까운 지역에서 폭력일 일어났다. 1856년, 노예제의 후원자들이 로런스의 자유주 마을의 일부를 불태웠다. 노예제를 미워한 존 브라운이 포토와토미 지류에 급슥을 지도하여 5명의 노예 지지자들이 살해되었다. 이 시기에 많은 다른 전투들에서 50명 이상의 사람들이 사망하였다. 노예제에 대한 캔자스에서의 폭력은 미국을 통하여 주의를 끌어들였다. 신문 구독자들은 "피흘리는 캔자스"에서 최신의 보고들을 궁금하게 기다렸다.
노예제의 지지자 단체는 노예제에 호의를 가진 헌법을 썼으나 캔자스의 투표자들은 거절하였다. 결국 자유주 주민들은 입법의 통치를 얻어 노예제 지지 법률들을 폐지하였다. 노예제를 금지하는 헌법이 쓰여지자, 투표자들은 찬성하여 주로 승격을 위하여 의회에 질문하였다. 그러나 많은 자유주 주민들은 공화당에 입당하였다. 의회에서 남부의 민주당원들은 새로운 공화당 주를 인정하기 위한 투표하려 하지 않았다.

### 주 지위

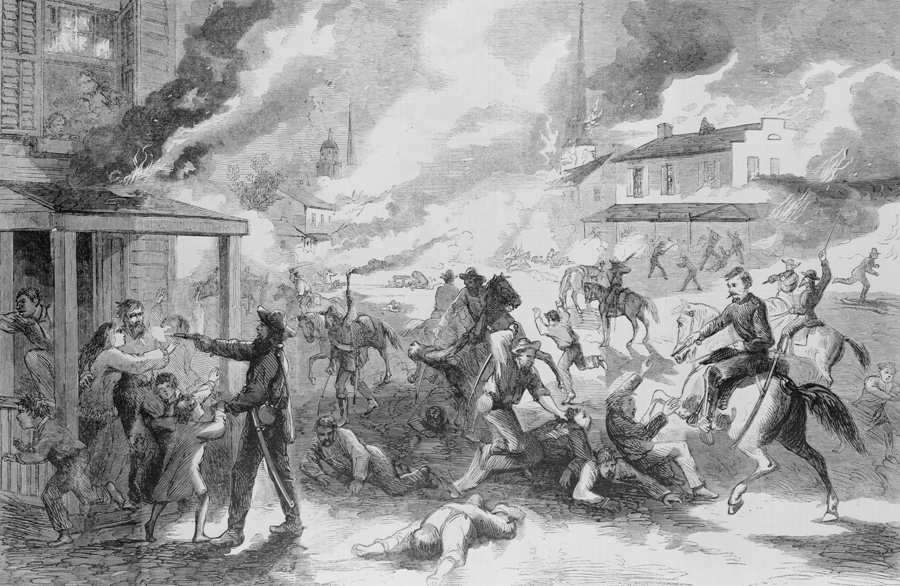
로런스에서 퀸트릴의 급습

많은 남부의 주들이 합중국에서 탈퇴한 후, 캔자스는 1861년 1월 29일, 34번째 주가 되었다. 남북 전쟁이 몇 주 안에 시작되자, 캔자스 주는 새로운 폭력에 관련되었다. 노예제 반대자를 지도한 짐 레인은 미주리로 게릴라 대원들의 급습을 이끌어 노예의 주인들을 공격하고, 해방된 노예들을 다시 데려왔다. 1863년, 윌리엄 C. 퀀트릴 아래의 남군 기마대들이 로런스의 대부분을 불태우고 대략 150명의 주민들을 살해하였다. 전쟁이 일어나는 동안에 캔자스 주는 다른 주들보다 그 인구에 균형에서 북군에 더 많은 남성들을 보냈다. 1865년, 전쟁이 끝난 후, 수 천,명의 북군 베테랑들과 새롭게 해방된 노예들이 캔자스 주로 들어가 대지를 요청하였다. 1877년, 흑인들은 아직도 존재하는 흑인 타운 니코디머스를 설립하였다.

### 거대한 소들의 타운들

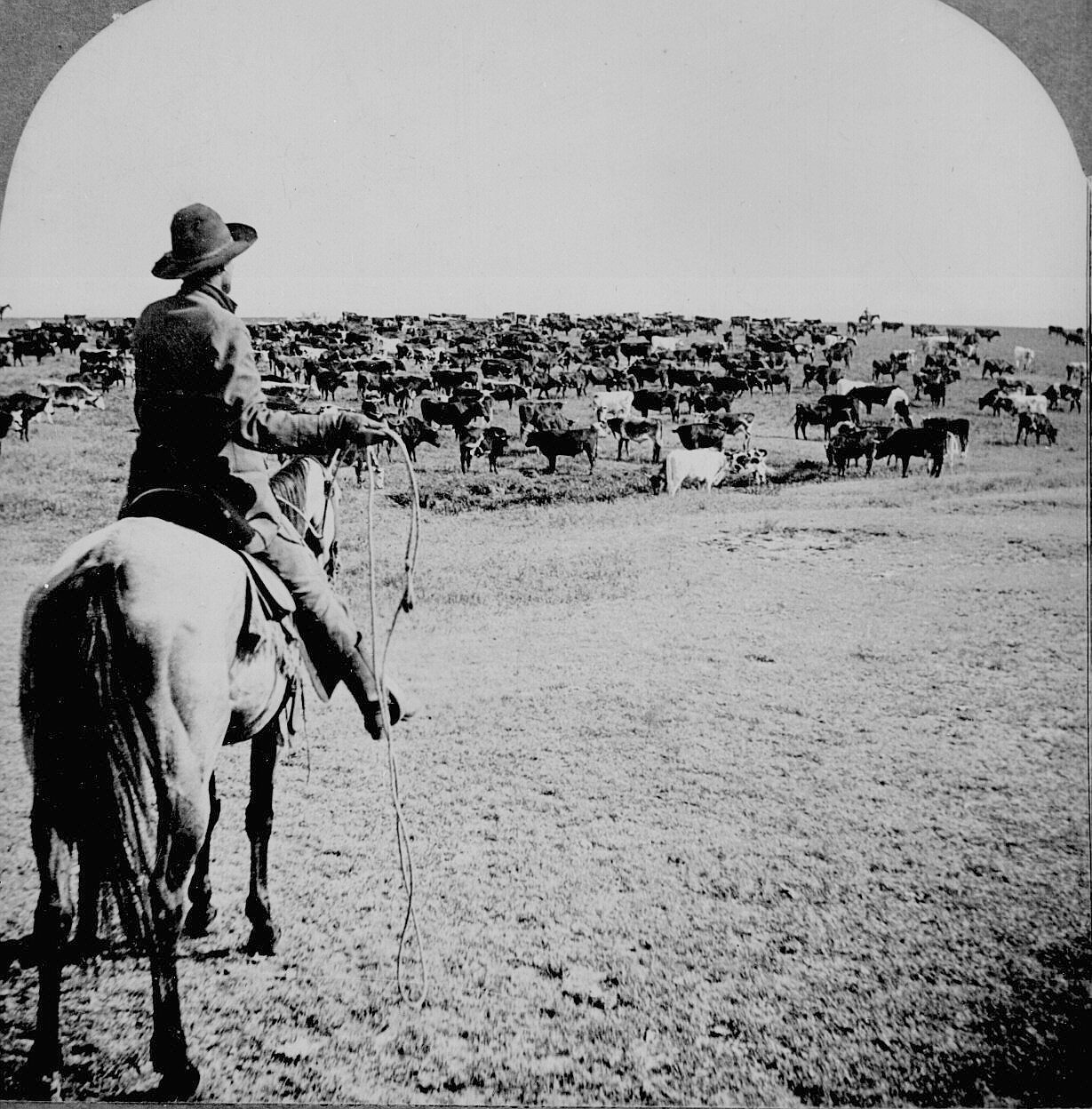
카우보이와 소떼

1860년대 후반과 1870년대 동안에 철도들이 캔자스 주로 들어가면서 건설되었다. 철도들은 정착자들을 데려오고, 농작물들을 동부로 실어갔다. 소의 소유자들은 텍사스주에서 롱혼 소떼을 몰고 캔자스 주의 철도 타운들로 들어오기 시작하였다.
산길, 타운들과 이 시기의 주민들이 책, 영화와 텔레비전을 위한 물자들을 마련하였다. 유명한 소떼의 산길들은 치솜 산길과 웨스턴 산길을 포함한다. 애바일린은 캔자스주 "소들의 타운"들 중 처음이 되었다. 다지시티, 엘즈워스, 뉴튼과 위치토도 소 사육의 중심지들이 되었다. 다지시티는 위대한 명예를 얻었다. 1875년 후의 10년 동안에 이 떠들석한 도시는 소들을 위한 주요 지방적 해운의 요점이었다. 카우보이들은 소떼를 몰던 어려운 주들 후에 큰 소리로 떠들어대기를 좋아하였고, 소들은 야생화되어 무질서하게 되었다. 와야트 이어프, 와일드 빌 히콕, 배트 마스터슨과 다른 보안관들이 야생의 타운들을 길들여 명예를 얻었다.
소떼를 모는 일은 1880년대 중반에 끝났다. 농부들은 개방 범위에 울타리를 치고, 철도들이 텍사스 주에 도달하였다. 거기에 소떼의 소유자들은 더 이상 캔자스 주로 소떼를 몰 필요가 없었다. 캔자스 주의 대목장들은 지속적으로 운영되고, 주는 정육업을 발달시켰다. 그러나 소떼의 타운들은 시장의 중심지로서 자신들의 중요성을 잃었다.

### 국가의 곡창 지대
많은 초기의 캔자스주 농부들은 옥수수와 밀을 재배하였으나 가뭄과 벌래가 가끔 그들의 곡물을 망쳤다. 1870년대에 메노나이트라 불리는 종교적 단체가 러시아에서 도착하였다. 그들은 "터키 레드"라고 불리는 다양한 겨울 밀을 가져왔다. 이 밀은 봄이 아닌 가을에 경작되었다. 여름 초순에 추수되어, 그 때문에 여름의 열기과 벌레에서 벗어날 수 있었다. 점차로 밀의 생산은 캔자스 주를 통하여 퍼졌다. 1894년, 밀은 주의 주요한 곡물이 되었다. 밀을 가공하기 위해 밀가루의 제분소를 지었으며, 캔자스 주는 "미국의 곡창"으로 알려지게 되었다.

### 개혁의 영혼
주의 경제는 그 농부들에 크게 의지하였다. 1880년대 후반과 1890년대 동안에 농부들은 건조한 시기 동안에 고통을 겪었다. 그들은 자신들이 은행으에서 빌린 대부금을 위하여 내야 했던 높은 요금들을 분개하였다. 농부들은 또한 곡식 수송에 낮은 화물 요금들을 원하기도 하였다. 이 문제들을 해결하기 위해 그들은 1890년, 캔자스주 입법의 통치를 이겼다. 단체는 또한 국가적 정당 인민당을 창조하는 데 도움을 주었다. 인민당 후보는 1892년, 대통령을 위한 주의 선거인단들을 이겼으며, 인민당 소속 주지사들이 1892년과 1896년에 선출되었다.
개혁의 영혼이 캔자스 주를 휩쓸고 개혁 단체의 아이디어들이 사회적 변화를 일으켰다. 한계는 이익의 비율들에 놓였고, 새로운 규칙들은 은행, 철도와 다른 큰 회사들의 권력을 제한시켰다. 캐리 A. 네이션이 도끼와 함께 오락장들을 때려 부술 때까지, 캔자스 주의 금주법의 폭력에서 많은 오락장들이 알콜 음료들을 팔고 있었다. 네이션과 그녀의 도끼는 유명해지고, 경찰은 더욱 엄격히 법률을 집행하였다.

인민당은 1900년대 초반에 쇠퇴하였으나, 진보적 공화당이 개혁들과 함께 계속되었다. 그들은 어린이 노동을 금지하고, 법원들을 세우고, 곡식 수송에 철도 요금들을 축소하는 법률들을 통과시켰다. 다른 법률들은 여성에게 투표권을 주고 사무직을 위한 후보들을 선택하는 예비 선거들을 세웠다. 1911년, 입법부는 가치없는 제고품, 보증금과 담보물의 판매에 대항하는 투자인들을 보호하기 위해 국가의 첫 창공법을 통과시켰다.
개혁 프로그램의 거의는 신문 기자 단체가 지지하여 통과되었다. 이 단체는 헨리 J. 앨런, 조지프 L. 브리스토, 아서 캐퍼, 윌리엄 앨런 화이트와 다른이들을 포함하였다. 앨런, 브리스토, 화이트와 캐퍼는 모두 미국 상원을 지냈다.

### 경제적 향상
1900년대 초반 동안에 캔자스 주에서는 광물 개발이 붐을 일으켰다. 석탄, 납과 아연이 주의 남동부에서 채굴되었다. 1892년, 석유가 니오데샤 근처에서 발견되었다. 후에 석유 천연가스정들이 많은 지역들에서 천공되었다. 1905년, 헬륨이 덱스터 근처에서 처음으로 찾아지고, 1915년 엘도라도 근처에서 석유 발견이 붐을 일으키기 시작하였다. 이 산지들에서 온 생산이 캔자스 주를 주요한 광업의 주로 만들었다.
1917년, 미국이 제1차 세계 대전에 참전한 후에 캔자스 주에서 전쟁 공급물을 만드는 많은 공장을 지었다. 농산물, 특히 밀 생산은 전쟁 시기의 식량의 필요를 맞추기 위해 증가하였다. 전쟁이 끝난 후, 제조업들은 지속적으로 발전하였다. 하지만 농부들은 농장 가격들이 낮았기 때문에 1920년대의 번창을 나누지 않았다.

### 대공황
1930년대의 대공황은 캔자스 주에 어려움을 가져왔다. 농장 가격들이 더욱 더 떨어졌다. 많은 은행들이 실패하고 공장들이 폐문하였다. 흙은 건조하고 푸석푸석해졌다. 주민들은 가끔 자신들의 이 사이에 모래같은 먼지를 느낌없이 먹거나 마시지 못하였다. 평야의 거대한 지역은 황진지대로 불렸다.
많은 농부들은 자신들의 대지를 떠났으나 다른 이들은 연방과 주의 정부들에서 도움과 함께 억제하였다. 그들은 농업의 새로운 방법들을 시도하고, 바람의 엄습을 깨기 위해 나무들을 심었다.
이 시기 동안에 앨프 랜던은 캔자스 주지사로서 2번의 임기를 지냈다. 그는 주의 예산에 균형을 맞추며서 많은 주의를 끌어들였다. 1936년, 공화당은 랜던을 대통령 후보로 임명하였다. 그는 프랭클린 D. 루스벨트 대통령에게 패하였다.

### 경제와 정치적 변화
제2차 세계 대전은 캔자스 주의 농산물과 광물을 위한 거대한 요구를 창조하였다. 그일은 또한 특히 위치토에서 항공 산업의 번창을 활기띠게 하였다. 경제의 어떤 면들은 1950년대와 1960년대 동안에 지속적으로 번창하였다. 그러나 주의 주요 산업은 동력과 농업은 주요 문제들을 겪었다. 양산업은 과잉 생산으로 낮은 가격의 원인을 가져왔다. 전반적으로 농업 경제의 부족한 상태와 함께 주는 농장들의 급격한 손해를 입고 인구에서 작은 증가 만을 가졌다.
1930년대에 들어서 거의 엄격해진 가뭄이 1950년대에 타격을 입혔으나 피해가 덜 심했다. 흙의 보존의 방법들은 이때 향상되었다. 수확물의 생산은 기술의 진보 덕분에 또한 증가되었다. 1960년대 동안에 시작된 주요 개발인 지하수와 함께 자극은 적은 강우의 지역들에서 농부들이 옥수수와 수수를 재배할 수 있도록 하였다. 자극없이 향상된 겨울 밀의 다양성들이 밀 생산을 늘어나게 하였고, 캔자스 주는 주요한 밀 생산의 주가 되었다. 질소 비료들은 모든 수확물의 산출을 번식시켰다. 그리고 가축의 사육장들이 번창하면서 정육업이 번영하였다.
농업은 경제적으로 중요하게 남아있었으나 인구는 도시에 커졌다. 위치토와 캔자스 시티는 주에서 가장 빠르게 번창하는 인구의 중심지들이 되었다. 많은 작은 타운들은 인구에서 쇠퇴하였다.
애빌린에서 자라온 공화당원 드와이트 D. 아이젠하워가 1953년부터 1961년까지 대통령을 지냈다. 그 동안 민주당원들이 전통적으로 공화당 캔자스 주에서 권력을 얻었다. 주지사를 지낸 민주당원들인 조지 도킹과 로버트 도킹 부자가 보이면서 정치적으로 캔자스 주는 2개의 당의 경쟁적 주가 되었다.
1986년, 투표자들은 말과 개의 경주에 술을 마시고 내기를 하면서 술을 판매하는 법률화를 찬성하였다. 그들은 또한 주의 분배 추첨의 창조를 찬성하기도 하였다.
1980년대에 캔자스 주의 경제는 심하게 고통을 겪었다. 낮은 가격들이 석유 산업을 괴롭히고, 재정적 어려움들이 많은 농장들의 실패에 원인을 가져왔다. 경제를 향상시키 위해 정부와 비즈니스의 주민들이 주의 경제 계획 대리점으로서 캔자스 주식회사를 설립하였다. 대리점은 비즈니스의 확장에 도움을 주었다. 그 노력들과 다른 개발들은 1990년대에 주의 경제의 향상에 공헌하였다.
민주당원 조안 피니가 1991년부터 1995년까지 캔자스 주의 지사로 지냈으며, 주지사로서 처음으로 선출된 여성이었다.

### 21세기
2007년 5월, 토네이도가 주의 남중부에 있는 그린스버그의 약 90 퍼센트를 파괴시켰다. 그린스버그의 공무원들은 에너지 능률을 강조한 기술들과 회복할 수 있는 연료의 근원들의 사용을 이용하여 재건할 것이라고 공고하였다.

## 경제

### 서비스업

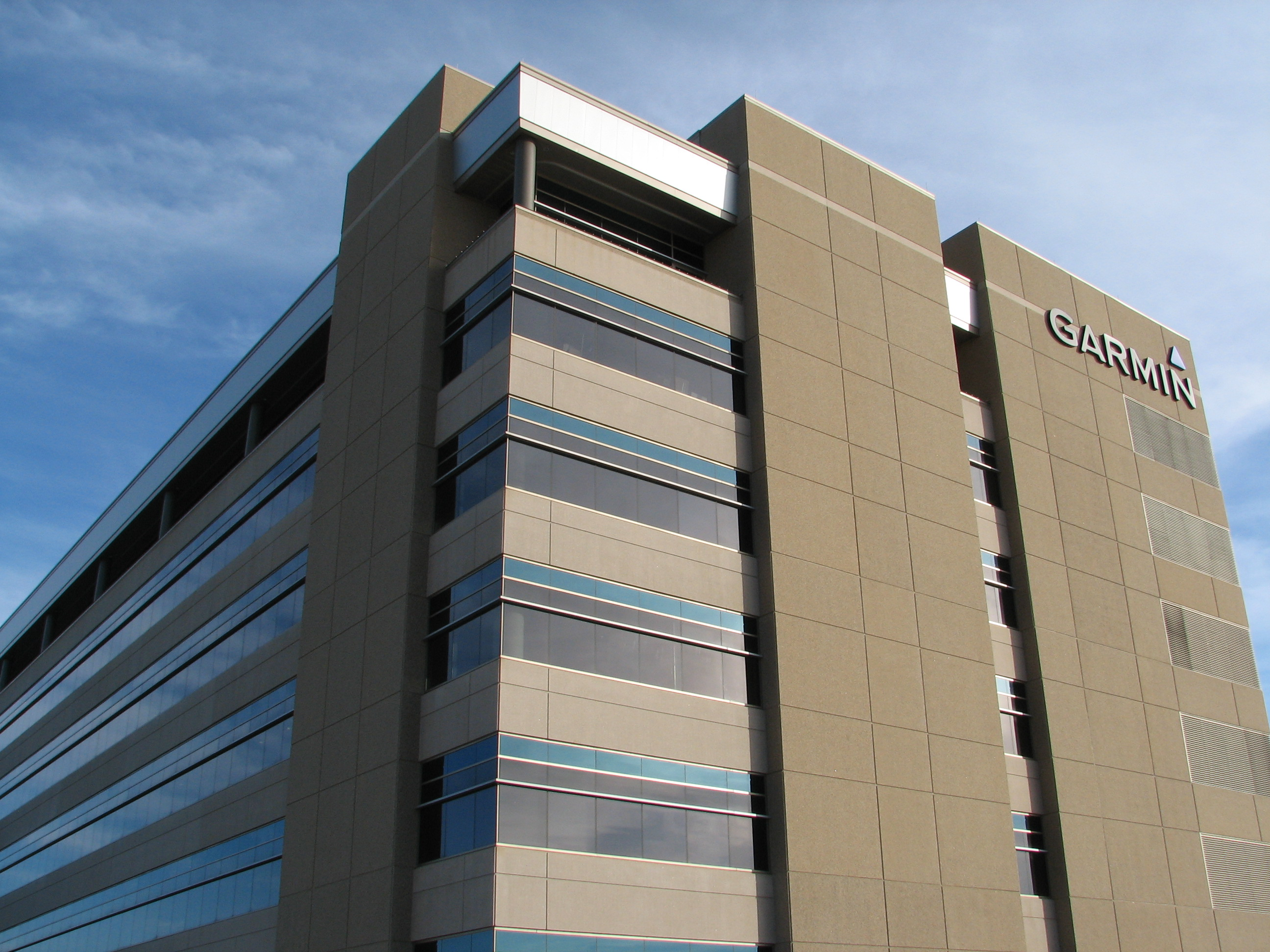
릭세나에 있는 가르민의 본사

서비스업은 캔자스 주의 고용과 국내 총생산 양쪽에서 대략 4분의 3을 차지한다. 서비스업의 대부분은 캔자스시티와 위치토의 메트로폴리탄 지역들에 집중되어 있다.
캔자스 시티 지역은 주의 가장 중요한 금융의 중심지이다. 보험 회사들은 토피카 지역에 밀집해 있다. 위치토 지역은 캔자스주 중부 지방의 주민들을 위한 중요한 금융 기지이다. 캔자스 시티와 위치토 지역들은 호텔, 식당, 도매상과 소매상의 주요한 중심지들이다. 일부 주요 회사들은 위치토에서 고객 서비스 청구 센터를 운영한다.
주 정부의 활동들은 주도인 토피카에 중심을 두었다. 연방 정부는 포트라일리, 매코널 공군 기지와 주요 연방 교도소를 포함한 포트리븐워스를 운영한다. 연방 교도소와 근처에 있는 주립 교도소는 리븐워스 지역에서 많은 사람들을 고용한다.
교통과 통신은 다른 주들의 대부분보다 캔자스 주에서 경제의 더욱 중요한 부분이다. 캔자스 주의 중앙 위치는 미국의 교통 시스템에서 중요한 연결을 만든다. 주의 농부들 수확물과 가축들을 수송하기 위해 트럭과 열차에 의지한다. 파이프라인은 천연가스와 석유를 캔자스 시티, 위치토와 주 외부의 주요 도시들로 수송한다.

### 제조업
캔자스 시티와 위치토 지역들은 주요한 제조업의 중심지들이다. 교통 수단은 캔자스 주의 주요 제조품이다. 위치토는 세계에서 일반 민간 항공기 산업의 주요한 지역에 속한다. 위치토의 공장들은 상업적과 군사적 비행기를 만들기도 한다. 자동차는 페어팩스에서 제조된다. 다른 교통 수단들은 자동차 부품, 제설차와 트레일러를 포함한다.
식품 가공업은 캔자스 주의 제조업 활동에서 2위에 올라있다. 정육품들은 캔자스 주의 주요한 식품이다. 캔자스 주는 밀가루 제분의 주요한 주이며, 제분소들은 주의 전역을 통하여 찾아진다.
캔자스 주의 다른 제조품들은 화학품, 합성 금속 제품, 기계류, 석유 제품과 인쇄물들을 포함한다. 약품은 주의 주요한 화학품이다. 주를 통하여, 특히 캔자스 시티와 위치토 지역들에서 합성 금속 제품과 기계류를 만든다. 기계류의 주요한 타입은 농기구와 난방 용품이다. 코피빌, 엘도라도와 맥퍼슨은 석유 정제소를 가지고 있다. 토피카에 있는 공장은 미국에서 교과서를 만드는 생산지들 중 하나이다.

### 농업

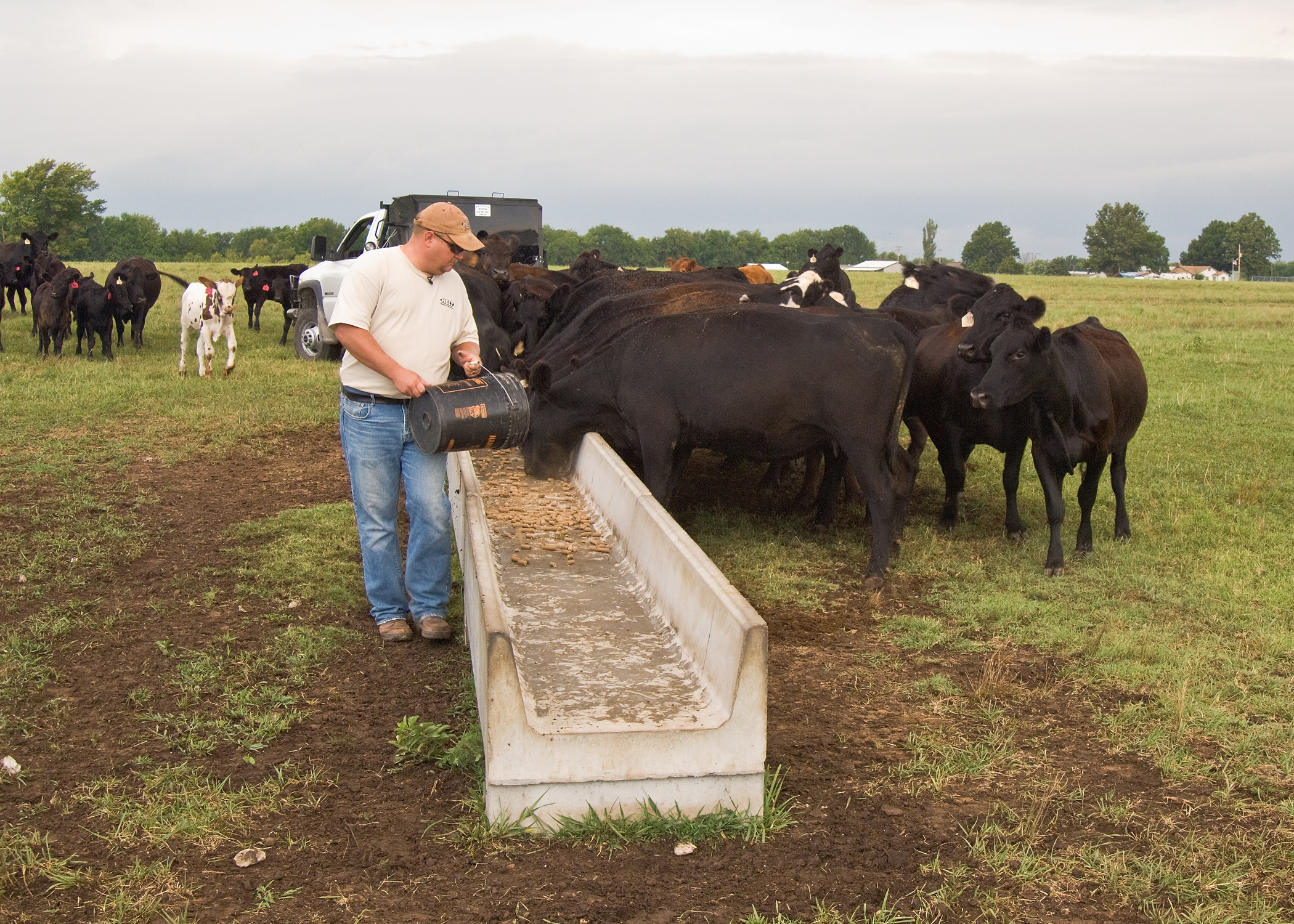
소들에게 사료를 주고 있는 한 캔자스주의 농부

캔자스 주는 농산물의 가치에서 주요한 주에 속한다. 농장 지대는 주의 대략 90 퍼센트를 뒤덮고 있다.
육우는 주의 농장 소득의 절반을 생산한다. 캔자스 주는 국가에서 주요한 육우 사육지들 사이에 속한다. 젖소와 돼지도 또한 중요한 축산물이다. 육우와 젖소, 돼지들은 캔자스주 전역, 특히 주의 남서부에서 사육된다.
옥수수와 밀은 주요한 곡물들이다. 주의 남서부는 대부분의 옥수수를 생산하고, 주의 중부와 서부는 대부분의 밀을 생산한다. 캔자스 주는 주의 중부와 서부에서 자라는 수수의 생산에서 주요한 주에 속한다. 주는 건초, 콩과 해바라기의 중요한 생산지이다. 주의 전역을 통하여 농부들은 건초를 재배한다. 해바라기는 주로 주의 서부에서, 콩은 주로 동부에서 재배된다.
캔자스주 서부의 어떤 건조한 부분들에서 농부들은 각해에 자신들의 대지의 대략 만을 혹은 3분의 2에서 수확물을 심는다. 광대한 지하 저수지인 오갤랠러 대수층이 캔자스 주의 서부에서 관개를 위한 물의 주요 근원이다. 어떤 지역들에서는 대수층의 수평면이 떨어졌다. 농부들은 증가적으로 관개물 공급을 보호하려고 보존 측량을 이용한다.

### 광업
천연가스와 석유는 주의 가장 가치 있는 광물이다. 캔자스 주에서 생산되는 천연가스의 대부분은 주의 남서부를 통하여 뻗어있는 휴고턴 가스 발생지에서 왔다. 그 발생지는 미국에서 가장 큰 천연가스 보존 지역이다. 석유 생산은 캔자스 주의 서중부에서 가장 높은 편이다. 엘리스, 룩스와 러셀 카운티들은 석유 생산의 주요한 지역들이다. 포틀랜드 시멘트는 그 다음으로 가장 가치 있는 광물이다.
다른 천연 생산물들은 석고, 헬륨, 석회암과 소금을 포함한다. 이 광물들은 주로 주의 중부와 동부에서 채굴된다. 석고는 바버 카운티의 광산에서 왔으며, 주는 헬륨의 주요한 산지이다. 석회암은 대부분 주의 북동부에서 왔다. 소금은 주의 중부에 있는 소금물의 원천과 암염갱들에서 생산된다.

## 주민
| 인구조사                | 인구      | Note | %±     |
| ----------------------- | --------- | ---- | ------ |
| 1860년                  | 107,206   |      | —      |
| 1870년                  | 364,399   |      | 239.9% |
| 1880년                  | 996,096   |      | 173.4% |
| 1890년                  | 1,428,108 |      | 43.4%  |
| 1900년                  | 1,470,495 |      | 3.0%   |
| 1910년                  | 1,690,949 |      | 15.0%  |
| 1920년                  | 1,769,257 |      | 4.6%   |
| 1930년                  | 1,880,999 |      | 6.3%   |
| 1940년                  | 1,801,028 |      | −4.3%  |
| 1950년                  | 1,905,299 |      | 5.8%   |
| 1960년                  | 2,178,611 |      | 14.3%  |
| 1970년                  | 2,246,578 |      | 3.1%   |
| 1980년                  | 2,363,679 |      | 5.2%   |
| 1990년                  | 2,477,574 |      | 4.8%   |
| 2000년                  | 2,688,418 |      | 8.5%   |
| 2010년                  | 2,853,118 |      | 6.1%   |
| 2019 (추산)             | 2,913,314 |      | 2.1%   |
| 1910–2010 2018 Estimate |           |      |        |

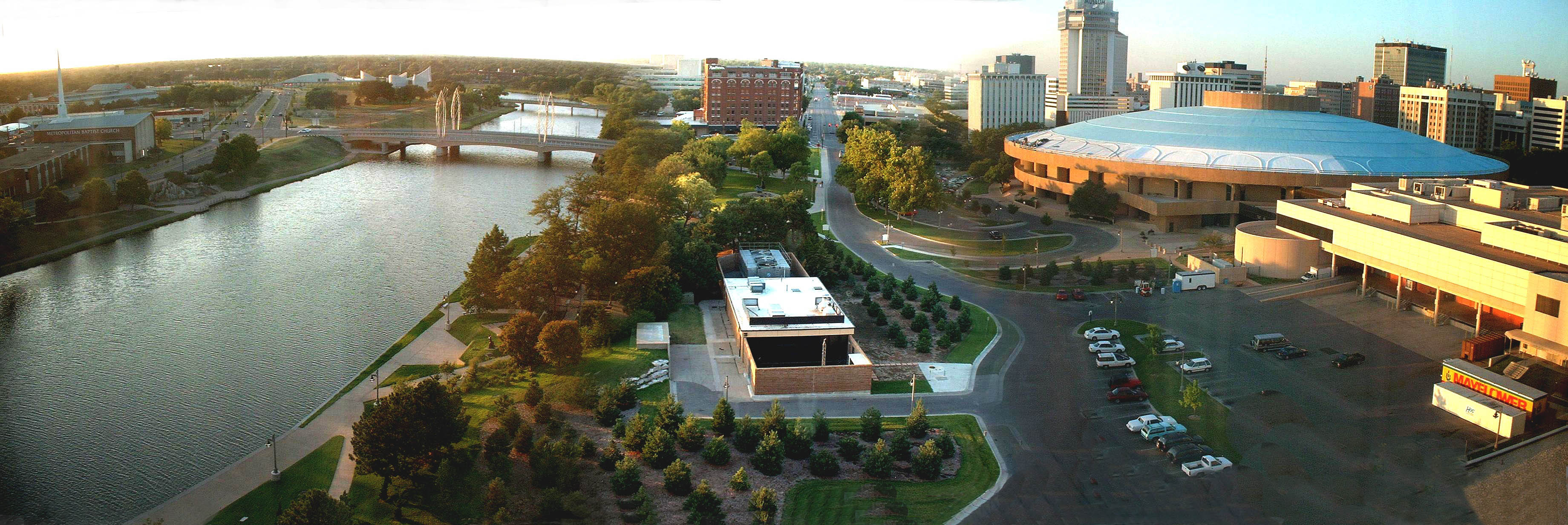
캔자스 주의 대도시 위치토

2000년, 미국 인구 조사국은 캔자스 주의 인구가 2,688,418명이라고 보고하였다. 1990년의 2,477,574명에서 8.5 퍼센트나 증가하였다. 2000년, 조사국에 따르면 캔자스 주는 50개의 주들 중에 인구에서 32위에 올랐다.
캔자스 주민의 60 퍼센트 이상은 메트로폴리탄 지역에 살고 있다. 메트로폴리탄 지역들은 로런스, 토피카와 위치토이다. 미주리주의 메트로폴리탄 지역인 캔자스시티와 세인트조지프는 캔자스 주의 동부로 연결된다.
위치토는 주에서 가장 큰 도시이다. 주의 다른 대도시들로는 인구순으로 오벌랜드파크, 캔자스시티, 토피카, 올래스와 로런스가 있다. 가든시티는 캔자스주 서부에서 가장 큰 도시이며, 30,000명 이하의 인구를 가지고 있다.
25,000명에 가까운 아메리카 인디언들이 캔자스 주에 살고 있다. 그들의 대략 5 퍼센트는 주의 보호 구역에서 살고 있으며, 아이오와 족, 소크 족과 폭스 족, 키카푸 족과 포타와토미 족의 보호 구역을 포함한다.
캔자스 주의 큰 인구 집단은 독일, 아일랜드, 영국과 프랑스 계통의 주민들이다. 아프리카계 미국인은 인구의 5 퍼센트 이상을 차지한다.

## 같이 보기
- USS 캔자스